# 露梁海戰
露梁海戰是一場於1598年12月16日在朝鮮半島東南外海露梁海域展開的海戰。參戰雙方為明朝與朝鮮王朝的聯軍，以及當時征伐朝鮮的日本豐臣政權軍隊。這場戰役發生在朝鮮之役（朝鮮稱「壬辰祖國戰爭」）第二回合衝突（日本稱「慶長之役」）的後期。此次海战明朝和朝鲜王朝的联军重創日军，影響战后朝鲜半岛200年的和平局面。

## 戰役經過
1598年8月，日本太閤（退位關白）豐臣秀吉死於京都伏見城；10月，五大老決議撤兵，開始準備撤退。
11月，小西行长和劉綎密商，得到了放他们无事回国的许诺，但是此时明朝朝鲜水师已经得到了秀吉死去的消息，决心彻底消灭日军。在小西行长撤离时封锁了光阳湾，于是小西只好又率军退守顺天城。日軍以已经撤到巨济岛集结的加藤清正、岛津義弘、宗義智、立花宗茂、高橋統增、小早川秀包、筑紫廣門等軍将立刻挥军前往救援。明軍則分道進擊，由廣東南澳水師總兵陳璘統率新任副總兵鄧子龍、遊擊馬文煥等部，以戰艦數百，分布忠清、全羅、慶尚諸道海口預備截擊由海路撤退的日軍。就在小西行長軍團由順天駐地撤退之際，陳璘派鄧子龍偕同由李舜臣統率的朝鮮水師出擊，在露梁海上加以截擊；日軍立花宗茂、高橋統增、島津義弘、小早川秀包、筑紫廣門(上野介廣門之子，主水正廣門)、宗義智、寺澤廣高等部趕來支援，雙方於海上展開大戰。
中朝联军兵分三路。邓子龙率兵1000为先锋。陈璘率明朝水师为左军。李舜臣率朝鲜水师为右军。日軍方面則是立花宗茂、高橋統增所部率先偵察到中朝聯軍來襲進行開戰，其部將池邊貞政立下一番乘踏上陳璘的戰船，但遭到貫穿戰死。而明軍中身先士卒的邓子龙遭到日军的围攻，寡不敌众，被日军火箭击中战死。与此同时中朝联军赶到，兩軍激戰中，李舜臣中弹阵亡，島津義弘的艦船於激戰中破損沉沒，據島津家臣川上久國之《泗川御在陣記》載，此戰宗茂將立花、高橋軍之船艦繫於南海鳥，晚間配置水手於櫓、屋倉留意敵軍，果於夜明之時最先查知明、朝鮮水軍來襲而進入交戰，此戰立花軍將靠近的敵船兵投往己方的船斬殺，故立花軍幾近無人傷亡，又相對於高橋統增的軍兵往返於敵船，島津家的士兵少有能回到友軍的兵船，戰死負傷者眾多。
此次海战中朝联军共歼灭日军战舰数百艘，《宣祖实录》记载为二百只烧毁，一百只捕获，斩首五百，捕虏百八十余，溺死者不知数。除去逃走的日船外还有数百名岛津兵逃上岸，后被小西舰队（小西军团趁着海战正进行的时刻从南海岛另一端逃走了）收容带回日本。而立花宗茂所部仍捕獲了60艘朝鮮戰船供日軍乘回日本。露梁海战的胜利标志着万历朝鲜战争的结束。

### 引用
1. ↑  『柳川市史・史料篇Ｖ・近世文書』(前編)P.240、佐田家文書A12中記述了小早川秀包與筑紫廣門(筑紫主水正)的參戰。
2. ↑  露梁海战爆发，历史上的今天
3. 1 2  终止日本的侵略之路——露梁海战 （页面存档备份，存于），星岛环球网
4. ↑  征韓録によれば「陳リン、郭国安、茅国科に密談し殿下（秀吉）斃去の事を伝へ聞き俄に和議を変し日本の軍兵悉く討果すべきの時至れりと悦んで･･」とする。
5. ↑  Turnbull (2002), p. 227

### 书目
- 「明史/卷247」 （页面存档备份，存于）
- 「日本戦史・朝鮮役補伝」 （页面存档备份，存于）